# Odber Heffer
Pour les articles homonymes, voir Heffer.
Odber (parfois orthographié Obder) Wellesley Heffer Bissett, né le 1er juin 1860 à Saint-Jean (Nouveau-Brunswick) au Canada et mort le 12 mai 1945 à Santiago est un photographe canadien dont l'activité s'est déroulée principalement au Chili, à partir de 1886.

## Biographie
Heffer commence sa carrière de photographe professionnel au Canada avant de s'installer aux États-Unis, où il ouvre un studio au 18 Broadway à New York. Il est attiré par le Chili, sous influence d'un parent et compatriote canadien Eugene C. Spenser, qui avait créé dans ce pays vers 1870 un studio devenu très prospère. Arrivé à Santiago en 1886, Heffer est engagé par Félix Leblanc, propriétaire de prestigieux studios à Santiago et Valparaiso. Heffer travaille à la Casa Garreaud, qui appartenait alors à Felix Leblanc et Esteban Adaro. Ce dernier quitte l'entreprise en 1887 pour devenir photographe indépendant à Santiago. Heffer a peut-être été engagé par la Casa Garreaud pour le remplacer.
Par la suite il parcourt toutes les parties du Chili, notamment le sud où il réalise de nombreux clichés prenant pour sujet des Mapuches (alors désignés sous le nom d'Araucans, en espagnol Araucanos). Il meurt à Santiago en mai 1945 à l'âge de 85 ans.
Odber W. Heffer a eu un fils, Odber Heffer Purves (Santiago 1895 - Santiago 1949) qui avait rejoint le studio de son père en 1920.